# Jajá (football, 1986)
Pour les articles homonymes, voir Jajá.
Francisco Jaílson de Sousa, di  Jajá, est un footballeur brésilien né le 29 novembre 1986. Il évolue au poste d'attaquant.

## Biographie
Jajá dispute 17 matchs en première division brésilienne avec le club de Cruzeiro lors de la saison 2008.
Avec les clubs d'Ipatinga, Vila Nova et Boa Esporte, il joue 29 matchs en deuxième division brésilienne, inscrivant cinq buts.
Il joue également au Japon, au Portugal, et en Chine.

## Palmarès
- Vainqueur du championnat du Minas Gerais en 2008 avec Cruzeiro
- Vainqueur du championnat de Bahia en 2009 avec Vitória
- Vainqueur de la Coupe du Minas Gerais en 2012 avec le Boa Esporte